# Danh sách tập American Idol
Dưới đây là danh sách các số phát sóng của chương trình truyền hình tương tác thực tế American Idol trên kênh FOX. Chương trình này lần đầu tiên ra mắt nước Mỹ ngày 11 tháng 6, 2002.

## Mùa 1: 2002
| STT | Tựa đề                           | Lên sóng         | Ký hiệu |
| --- | -------------------------------- | ---------------- | ------- |
| |                                  |                  |         |
| 1 | "Thử giọng"                      | 11 tháng 6, 2002 | -       |
| Thử giọng tại Los Angeles, Seattle, Chicago, New York, Atlanta, Dallas và Miami. Thu hút được khoảng 10.000 thí sinh, trong đó 121 người được vào vòng Hollywood. |                                  |                  |         |
| 2 | "Vòng Hollywood"                 | 12 tháng 6, 2002 | -       |
| The 121 people who made it passed Thử giọng perform và are narrowed down first to 65, then from 65 to 45. The judges deliberate over the final 45 before choosing the Tốp 30. |                                  |                  |         |
| 3 | "Tốp 30: nhóm 1"                 | 18 tháng 6, 2002 | -       |
| The first ten—Tamyra Gray, Jim Verraros, Adriel Herrera, Rodesia Eaves, Natalie Burge, Brad Estrin, Ryan Starr, Justinn Waddell, Kelli Glover và ChrisTốpher Aaron—of the Tốp 30 perform. |                                  |                  |         |
| 4 | "Tốp 30: công bố kết quả nhóm 1" | 19 tháng 6, 2002 | -       |
| The first three contestants to advance to the finals ten are revealed. Tamyra Gray, Ryan Starr và Jim Verraros advance. |                                  |                  |         |
| 5 | "Tốp 30: nhóm 2"                 | 25 tháng 6, 2002 | -       |
| The second ten—Alexis Lopez, Gil Sinuet, Angela Peel, A. J. Gil, Tenia Taylor, Alexandra Bachelier, Jazmin Lowery, Jamar, Kelly Clarkson và Justin Guarini—of the Tốp 30 perform. |                                  |                  |         |
| 6 | "Tốp 30: công bố kết quả nhóm 2" | 26 tháng 6, 2002 | -       |
| The second three for the final ten are revealed. Justin Guarini, Kelly Clarkson và A. J. Gil advance. |                                  |                  |         |
| 7 | "Tốp 30: nhóm 3"                 | 02 tháng 7, 2002 | -       |
| Delano Cagnolatti is disqualified from the competition for being above the age of 24. EJay Day is brought in as a replacement. The third ten—R. J. Helton, Kristin Holt, Mark Scott, Nikki McKibbin, Chris Badano, Melanie Sanders, EJay Day, Tanesha Ross, Khaleef Chiles và Christina Christian—of the Tốp 30 perform. |                                  |                  |         |
| 8 | "Tốp 30: công bố kết quả nhóm 3" | 03 tháng 7, 2002 | -       |
| The third group of three for the final ten are revealed. Christina Christian, Nikki McKibbin và EJay Day advance. |                                  |                  |         |
| 9 | "Vòng Wildcard"                  | 10 tháng 7, 2002 | -       |
| Five of the Tốp 30 return to fill the one remaining spot for the finals. Kelli Glover, ChrisTốpher Aaron, Alexis Lopez, R. J. Helton và Angela Peel perform. The judges choose R. J. Helton as the tenth finalist. |                                  |                  |         |
| 10 | "Tốp 10 trình diễn"              | 16 tháng 7, 2002 | -       |
| The Tốp ten perform Motown songs. |                                  |                  |         |
| 11 | "Công bố kết quả Tốp 10"         | 17 tháng 7, 2002 | -       |
| Two finalists are eliminated: EJay Day và Jim Verraros. |                                  |                  |         |
| 12 | "Tốp 8 trình diễn"               | 23 tháng 7, 2002 | -       |
| The Tốp eight finalists perform 1960s songs. |                                  |                  |         |
| 13 | "Công bố kết quả Tốp 8"          | 24 tháng 7, 2002 | -       |
| A.J. Gil is eliminated from the show. |                                  |                  |         |
| 14 | "Tốp 7 Finalists"                | 30 tháng 7, 2002 | -       |
| The Tốp seven finalists perform 1970s songs. |                                  |                  |         |
| 15 | "Công bố kết quả Tốp 7"          | 31 tháng 7, 2002 | -       |
| Ryan Starr is eliminated from the show. |                                  |                  |         |
| 16 | "Tốp 6 Finalists"                | 06 tháng 8, 2002 | -       |
| The remaining six finalists perform "Big Band" songs. |                                  |                  |         |
| 17 | "Công bố kết quả Tốp 6"          | 07 tháng 8, 2002 | -       |
| Christina Christian is eliminated from the show. |                                  |                  |         |
| 18 | "Tốp 5 Finalists"                | 13 tháng 8, 2002 | -       |
| The Tốp five finalists perform Burt Bacharach love songs. |                                  |                  |         |
| 19 | "Công bố kết quả Tốp 5"          | 14 tháng 8, 2002 | -       |
| R. J. Helton is eliminated from the show. |                                  |                  |         |
| 20 | "Tốp 4 Finalists"                | 20 tháng 8, 2002 | -       |
| Only four finalists remain: Tamyra Gray, Nikki McKibbin, Kelly Clarkson và Justin Guarini. Each finalist performs two songs from the 1980s và the 1990s. |                                  |                  |         |
| 21 | "Công bố kết quả Tốp 4"          | 21 tháng 8, 2002 | -       |
| Tamyra Gray is eliminated from the show. |                                  |                  |         |
| 22 | "Tốp 3 Finalists"                | 27 tháng 8, 2002 | -       |
| Each of the three finalists perform a song of their choice và a song chosen by the judges. |                                  |                  |         |
| 23 | "Công bố kết quả Tốp 3"          | 28 tháng 8, 2002 | -       |
| Nikki McKibbin is eliminated, leaving Kelly Clarkson và Justin Guarini to compete in the finals. |                                  |                  |         |
| 24 | "Tốp 2 Finalists"                | 03 tháng 9, 2002 | -       |
| Kelly Clarkson và Justin Guarini perform three songs each. |                                  |                  |         |
| 25 | "Lễ đăng quang"                  | 04 tháng 9, 2002 | -       |
| Người chiến thắng: Kelly Clarkson |                                  |                  |         |

## Mùa 2: 2003
| STT | Tựa đề                                   | Lên sóng         | Ký hiệu |
| --- | ---------------------------------------- | ---------------- | ------- |
| |                                          |                  |         |
| 1 | "Thử giọng tại New York, Miami & Austin" | 21 tháng 1, 2003 | -       |
| Thử giọng tại New York, Miami, và Austin. |                                          |                  |         |
| 2 | "Thử giọng tại Pasadena & Detroit"       | 21 tháng 1, 2003 | -       |
| Thử giọng are held in Pasadena và Detroit. |                                          |                  |         |
| 3 | "Thử giọng tại Atlanta & Nashville"      | 28 tháng 1, 2003 | -       |
| Thử giọng are held in Atlanta và Nashville. |                                          |                  |         |
| 4 | "Vòng Hollywood"                         | 29 tháng 1, 2003 | -       |
| After one week in Hollywood, 32 contestants remain. |                                          |                  |         |
| 5 | "Tốp 32: nhóm 1"                         | 04 tháng 2, 2003 | -       |
| The first group of eight perform: Kimberly Caldwell, Patrick Fortson, J.D. Adams, Trenyce, Meosha Denton, Bettis Richardson, Charles Grigsby và Julia DeMato.                                                    |                                          |                  |         |
| 6 | "Tốp 32: công bố kết quả nhóm 1"         | 05 tháng 2, 2003 | -       |
| Charles Grigsby và Julia DeMato advance to the Tốp 12. |                                          |                  |         |
| 7 | "Tốp 32: nhóm 2"                         | 11 tháng 2, 2003 | -       |
| The second group of eight perform: Clay Aiken, Candice Coleman, Rebecca Bond, Jacob John Smalley, Hadas Shalev, Ruben Studdard, Kimberley Locke và Jennifer Fuentes.                                             |                                          |                  |         |
| 8 | "Tốp 32: công bố kết quả nhóm 2"         | 12 tháng 2, 2003 | -       |
| Ruben Studdard và Kimberley Locke advance to the Tốp 12. |                                          |                  |         |
| 9 | "Tốp 32: nhóm 3"                         | 18 tháng 2, 2003 | -       |
| The third group of eight perform: Kimberly Kelsey, Jordan Segundo, Vanessa Olivarez, Rickey Smith, Samantha Cohen, Louis Gazzara, Equoia Coleman và George Trice.                                                |                                          |                  |         |
| 10 | "Tốp 32: công bố kết quả nhóm 3"         | 19 tháng 2, 2003 | -       |
| Vanessa Olivarez và Rickey Smith advance to the Tốp 12. |                                          |                  |         |
| 11 | "Tốp 32: nhóm 4"                         | 25 tháng 2, 2003 | -       |
| The final group of eight perform: Sylvia Chibiliti, Chip Days, Juanita Barber, Patrick Lake, Nasheka Siddall, Josh Gracin, Ashley Hartman và Corey Clark.                                                        |                                          |                  |         |
| 12 | "Tốp 32: nhóm 4 results"                 | 26 tháng 2, 2003 | -       |
| Josh Gracin và Corey Clark advance to the Tốp 12. |                                          |                  |         |
| 13 | "Wildcard Show"                          | 04 tháng 3, 2003 | -       |
| Nine contestants are invited back to compete for the four wild card spots: Kimberly Caldwell, Clay Aiken, Nasheka Siddall, Carmen Rasmusen, Olivia Mojica, Janine Falsone, Chip Days, Aliceyn Cooney và Trenyce. |                                          |                  |         |
| 14 | "Wildcard Results"                       | 05 tháng 3, 2003 | -       |
| Kimberly Caldwell (Randy's choice), Trenyce (Paula's choice), Carmen Rasmusen (Simon's choice), và Clay Aiken (public vote) advance to the Tốp 12.                                                               |                                          |                  |         |
| 15 | "Tốp 12 trình diễn"                      | 11 tháng 3, 2003 | -       |
| The Tốp 12 finalists perform Motown Records songs. |                                          |                  |         |
| 16 | "Công bố kết quả Tốp 12"                 | 12 tháng 3, 2003 | -       |
| Vanessa Olivarez is eliminated from the competition. |                                          |                  |         |
| 17 | "Tốp 11 trình diễn"                      | 18 tháng 3, 2003 | -       |
| The Tốp 11 finalists perform movie hits. |                                          |                  |         |
| 18 | "Công bố kết quả Tốp 11"                 | 19 tháng 3, 2003 | -       |
| Charles Grigsby is eliminated from the show. |                                          |                  |         |
| 19 | "Tốp 10 trình diễn"                      | 25 tháng 3, 2003 | -       |
| The Tốp 10 finalists perform country rock songs. |                                          |                  |         |
| 20 | "Công bố kết quả Tốp 10"                 | 26 tháng 3, 2003 | -       |
| Julia DeMato is eliminated from the show. |                                          |                  |         |
| 21 | "Tốp 9 trình diễn"                       | 01 tháng 4, 2003 | -       |
| The Tốp 9 finalists perform disco songs. |                                          |                  |         |
| 22 | "Công bố kết quả Tốp 9"                  | 02 tháng 4, 2003 | -       |
| No finalists are eliminated due to Corey Clark's dismissal. |                                          |                  |         |
| 23 | "Tốp 8 trình diễn"                       | 08 tháng 4, 2003 | -       |
| The Tốp 8 finalists perform Billboard number one hits. |                                          |                  |         |
| 24 | "Công bố kết quả Tốp 8"                  | 09 tháng 4, 2003 | -       |
| Rickey Smith is eliminated from the show. |                                          |                  |         |
| 25 | "Tốp 7 trình diễn"                       | 15 tháng 4, 2003 | -       |
| The Tốp 7 finalists perform Billy Joel songs. |                                          |                  |         |
| 26 | "Công bố kết quả Tốp 7"                  | 16 tháng 4, 2003 | -       |
| Kimberly Caldwell is eliminated from the show. |                                          |                  |         |
| 27 | "Special: Halfway Home"                  | 21 tháng 4, 2003 | -       |
| The show looks back at the contestants' journey thus far. |                                          |                  |         |
| 28 | "Tốp 6 trình diễn"                       | 22 tháng 4, 2003 | -       |
| The Tốp 6 finalists sing Diane Warren songs. Warren is the guest judge. |                                          |                  |         |
| 29 | "Công bố kết quả Tốp 6"                  | 23 tháng 4, 2003 | -       |
| Carmen Rasmusen is eliminated from the show. |                                          |                  |         |
| 30 | "Tốp 5 trình diễn"                       | 29 tháng 4, 2003 | -       |
| The Tốp 5 finalists each perform a 1960s song và a Neil Sedaka song. |                                          |                  |         |
| 31 | "Công bố kết quả Tốp 5"                  | 30 tháng 4, 2003 | -       |
| Trenyce is eliminated from the show. |                                          |                  |         |
| 32 | "Tốp 4 trình diễn"                       | 06 tháng 5, 2003 | -       |
| The remaining four finalists perform two songs each from The Bee Gees. |                                          |                  |         |
| 33 | "Công bố kết quả Tốp 4"                  | 07 tháng 5, 2003 | -       |
| Josh Gracin is eliminated from the show. |                                          |                  |         |
| 34 | "Tốp 3 trình diễn"                       | 13 tháng 5, 2003 | -       |
| Each of the three finalists perform a random song, a song of their choice, và a song of the judges' choice. |                                          |                  |         |
| 35 | "Công bố kết quả Tốp 3"                  | 14 tháng 5, 2003 | -       |
| Kimberley Locke is eliminated from the show. |                                          |                  |         |
| 36 | "Tốp 2 Special"                          | 19 tháng 5, 2003 | -       |
| 37 | "Tốp 2 Showdown"                         | 20 tháng 5, 2003 | -       |
| Ruben Studdard và Clay Aiken perform three songs each. |                                          |                  |         |
| 38 | "Lễ đăng quang"                          | 21 tháng 5, 2003 | -       |
| Chiến thắng: Ruben Studdard |                                          |                  |         |

## Mùa 3: 2004
| STT | Tựa đề           | Lên sóng         | Ký hiệu |
| --- | ---------------- | ---------------- | ------- |
| |                  |                  |         |
| 1 | "nhóm 1 / Tốp 8" | 10 tháng 2, 2004 | -       |
| The first group of 8 of the Tốp 32 performs: Diana DeGarmo, Marque Lynch, Ashley Thomas, Katie Webber, Erskine Walcott, Jennifer Hudson, Matthew Metzger và Fantasia Barrino. |                  |                  |         |

## Mùa 4: 2005
| STT | Tựa đề                                             | Lên sóng         | Ký hiệu |
| --- | -------------------------------------------------- | ---------------- | ------- |
| |                                                    |                  |         |
| 1 | "Thử giọng tại Washington D.C."                    | 18 tháng 1, 2005 | -       |
| Thử giọng are held in Washington, D.C. |                                                    |                  |         |
| 2 | "Thử giọng tại St. Louis, Missouri"                | 19 tháng 1, 2005 | -       |
| Thử giọng are held in St. Louis. |                                                    |                  |         |
| 3 | "Thử giọng tại New Orleans, Louisiana"             | 25 tháng 1, 2005 | -       |
| Thử giọng are held in New Orleans. |                                                    |                  |         |
| 4 | "Thử giọng tại Las Vegas, Nevada"                  | 26 tháng 1, 2005 | -       |
| Thử giọng are held in Las Vegas. |                                                    |                  |         |
| 5 | "Thử giọng tại Cleveland, Ohio & Orlando, Florida" | 01 tháng 2, 2005 | -       |
| Thử giọng are held in Cleveland và Orlando. |                                                    |                  |         |
| 6 | "San Francisco, California Thử giọng"              | 02 tháng 2, 2005 | -       |
| Thử giọng are held in San Francisco. |                                                    |                  |         |
| 7 | "Hollywood Day 1"                                  | 09 tháng 2, 2005 | -       |
| Contestants perform solo with a piano. |                                                    |                  |         |
| 8 | "Hollywood Day 2"                                  | 09 tháng 2, 2005 | -       |
| Contestants perform in groups of three. |                                                    |                  |         |
| 9 | "Hollywood Day 3"                                  | 15 tháng 2, 2005 | -       |
| Contestants perform solo a cappella. The judges cut the contestants down to 44. |                                                    |                  |         |
| 10 | "Hollywood Day 4"                                  | 16 tháng 2, 2005 | -       |
| The Tốp 24 semifinalists were revealed: Aloha Mischeaux, Amanda Avila, Anthony Fedorov, Anwar Robinson, Bo Bice, Carrie Underwood, Celena Rae, Constantine Maroulis, David Brown, Janay Castine, Jared Yates, Jessica Sierra, Joseph Murena, Judd Harris, Lindsey Cardinale, Mario Vazquez, Melinda Lira, Mikalah Gordon, Nadia Turner, Nikko Smith, Sarah Mather, Scott Savol, Travis Tucker và Vonzell Solomon. |                                                    |                  |         |
| 11 | "Tốp 12 Men trình diễn"                            | 21 tháng 2, 2005 | -       |
| The Tốp 12 men perform. |                                                    |                  |         |
| 12 | "Tốp 12 Women trình diễn"                          | 22 tháng 2, 2005 | -       |
| Tốp 12 women perform. |                                                    |                  |         |
| 13 | "Công bố kết quả Tốp 24"                           | 23 tháng 2, 2005 | -       |
| Jared Yates và Judd Harris are eliminated from the men's competition. Melinda Lira và Sarah Mather are eliminated from the women's competition. |                                                    |                  |         |
| 14 | "Tốp 10 Men trình diễn"                            | 28 tháng 2, 2005 | -       |
| Tốp 10 men perform. |                                                    |                  |         |
| 15 | "Tốp 10 Women trình diễn"                          | 01 tháng 3, 2005 | -       |
| Tốp 10 women perform. |                                                    |                  |         |
| 16 | "Công bố kết quả Tốp 20"                           | 02 tháng 3, 2005 | -       |
| From the men's side, Joseph Murena và David Brown are eliminated. Celena Rae và Aloha Mischeaux are eliminated from the women's competition. |                                                    |                  |         |
| 17 | "Tốp 8 Men trình diễn"                             | 07 tháng 3, 2005 | -       |
| Tốp 8 men perform. |                                                    |                  |         |
| 18 | "Tốp 8 Women trình diễn"                           | 08 tháng 3, 2005 | -       |
| Tốp 8 women perform. |                                                    |                  |         |
| 19 | "Tốp 16 Results"                                   | 09 tháng 3, 2005 | -       |
| Travis Tucker và Nikko Smith are eliminated from the men's competition. Janay Castine và Amanda Avila are eliminated from the women's competition. |                                                    |                  |         |
| 20 | "Tốp 12 trình diễn"                                | 15 tháng 3, 2005 | -       |
| The Tốp 12 finalists perform songs from the 1960s. Nikko Smith returns after Mario Vazquez withdraws from the show. |                                                    |                  |         |
| 21 | "Công bố kết quả Tốp 12"                           | 16 tháng 3, 2005 | -       |
| Lindsey Cardinale is eliminated from the competition. The Tốp 12 perform the first single choice, "When You Tell Me That You Love Me". |                                                    |                  |         |
| 22 | "Tốp 11 trình diễn"                                | 22 tháng 3, 2005 | -       |
| The Tốp 11 finalists perform Billboard #1 hits. |                                                    |                  |         |
| 23 | "Tốp 11 Finalists Repeat Special"                  | 23 tháng 3, 2005 | -       |
| A graphics glitch in the recap of the previous show caused the votes to be nullified. Videos of the previous episodes' performances are shown instead of the contestants performing again. |                                                    |                  |         |
| 24 | "Công bố kết quả Tốp 11"                           | 24 tháng 3, 2005 | -       |
| Mikalah Gordon is eliminated from the competition; The Tốp 11 sing the second single choice, "He Ain't Heavy, He's My Brother". |                                                    |                  |         |
| 25 | "Tốp 10 trình diễn"                                | 29 tháng 3, 2005 | -       |
| The Tốp 10 finalists perform songs from the 1990s. |                                                    |                  |         |
| 26 | "Công bố kết quả Tốp 10"                           | 30 tháng 3, 2005 | -       |
| Jessica Sierra is eliminated from the competition. The Tốp 10 sing the third single choice, "Everything Is Beautiful". |                                                    |                  |         |
| 27 | "Tốp 9 trình diễn"                                 | 05 tháng 4, 2005 | -       |
| The Tốp 9 finalists perform songs from Broadway. |                                                    |                  |         |
| 28 | "Công bố kết quả Tốp 9"                            | 06 tháng 4, 2005 | -       |
| Nikko Smith is eliminated from the competition; Fantasia performs "Truth Is" và "I Believe." |                                                    |                  |         |
| 29 | "Tốp 8 trình diễn"                                 | 12 tháng 4, 2005 | -       |
| Contestants perform a song from their birth year. |                                                    |                  |         |
| 30 | "Công bố kết quả Tốp 8"                            | 13 tháng 4, 2005 | -       |
| The Bottom 3 sing their favorite songs from the season. Nadia Turner is eliminated from the competition. The Tốp 8 sing "When You Tell Me That You Love Me". A mini-special is shown ("Week in the life of an American Idol"). |                                                    |                  |         |
| 31 | "Tốp 7 trình diễn"                                 | 19 tháng 4, 2005 | -       |
| The Tốp 7 finalists sing 1970s dance music. |                                                    |                  |         |
| 32 | "Công bố kết quả Tốp 7"                            | 20 tháng 4, 2005 | -       |
| Anwar Robinson is eliminated from the competition. The Tốp 7 sing "You Can Shine." |                                                    |                  |         |
| 33 | "Tốp 6 trình diễn"                                 | 26 tháng 4, 2005 | -       |
| The Tốp 6 finalists perform songs from the 2000s. |                                                    |                  |         |
| 34 | "Công bố kết quả Tốp 6"                            | 27 tháng 4, 2005 | -       |
| Constantine Maroulis is eliminated from the competition. The Tốp 6 sing "Emotions." |                                                    |                  |         |
| 35 | "Tốp 5 trình diễn"                                 | 03 tháng 5, 2005 | -       |
| The final 5 contestants perform songs from Jerry Lieber & Mike Stoller và songs on this week's Billboard chart. |                                                    |                  |         |
| 36 | "Công bố kết quả Tốp 5"                            | 04 tháng 5, 2005 | -       |
| Scott Savol is eliminated from the competition. The Tốp 5 sing "Bridge Over Troubled Water". |                                                    |                  |         |
| 37 | "Tốp 4 trình diễn"                                 | 10 tháng 5, 2005 | -       |
| The four remaining finalists perform a country song và a song from Gamble và Huff. |                                                    |                  |         |
| 38 | "Công bố kết quả Tốp 4"                            | 11 tháng 5, 2005 | -       |
| The Tốp 4's Thử giọng are shown again. Anthony Fedorov is eliminated from the competition. The Tốp 4 sing "Islands In The Stream". |                                                    |                  |         |
| 39 | "Tốp 3 trình diễn"                                 | 17 tháng 5, 2005 | -       |
| Each of the three finalists perform a song of Clive Davis's choice, a song of their choice, và a song of the judges' choice. |                                                    |                  |         |
| 40 | "Công bố kết quả Tốp 3"                            | 18 tháng 5, 2005 | -       |
| Vonzell Solomon is eliminated from the competition. Footage from the contestants' trips back home is shown. The Tốp 3 sing "United We Stand". |                                                    |                  |         |
| 41 | "Tốp 2 trình diễn"                                 | 24 tháng 5, 2005 | -       |
| Bo Bice và Carrie Underwood perform three songs each. |                                                    |                  |         |
| 42 | "Lễ đăng quang"                                    | 25 tháng 5, 2005 | -       |
| The Tốp 12 finalists return to perform together. Rascal Flatts performs "Bless the Broken Road" with Carrie Underwood. Anthony Fedorov và Anwar Robinson perform "I Believe I Can Fly" with Kenny G. Kenny Wayne Shepherd performs with Constantine Maroulis, Jessica Sierra, và Nadia Turner. Scott Savol và Nikko Smith perform with George Benson. Vonzell Solomon performs with Billy Preston. Lindsey Cardinale và Mikalah Gordon sing "Everytime I Close My Eyes" with Babyface. The last performance is Bo Bice và Lynyrd Skynyrd singing "Sweet Home Alabama". Carrie Underwood is announced as the winner of American Idol Season 4. |                                                    |                  |         |

## Mùa 5: 2006
| STT | Tựa đề                                    | Lên sóng         | Ký hiệu |
| --- | ----------------------------------------- | ---------------- | ------- |
| |                                           |                  |         |
| 1 | "Thử giọng tại Chicago, Illinois"         | 17 tháng 1, 2006 | -       |
| Thử giọng were held in Soldier Field. 34 people made it to Hollywood. Semifinalists shown: David Radford, Gedeon McKinney, và Mandisa. Simon jokes about Mandisa's size: when Paula says "she reminds me of Frenchie Davis", Simon replies "Forget Frenchie. She's France." |                                           |                  |         |
| 2 | "Thử giọng tại Denver, Colorado"          | 18 tháng 1, 2006 | -       |
| Thử giọng were held in INVESCO Field. 35 people made it to Hollywood. Semifinalists shown: Lisa Tucker, Ace Young, Chris Daughtry, và Heather Cox. Simon tells Lisa that she is the best 16-year-old the show has yet seen. Chris' wife screams as Chris walks out with ticket. A clip is also shown of his country home in North Carolina, where he lives with his wife và stepchildren. |                                           |                  |         |
| 3 | "Thử giọng tại Greensboro, Bắc Carolina"  | 24 tháng 1, 2006 | -       |
| Thử giọng were held in the Greensboro Coliseum. 33 people made it to Hollywood. Semifinalists shown: Kellie Pickler, Paris Bennett, Bucky Covington và Kinnik Sky. |                                           |                  |         |
| 4 | "Thử giọng tại San Francisco, California" | 25 tháng 1, 2006 | -       |
| 18 people made it to Hollywood. Semifinalists shown: Katharine McPhee và Jose "Sway" Penala. In a dispute with Randy, Simon walks out of the judging. |                                           |                  |         |
| 5 | "Thử giọng tại Las Vegas, Nevada"         | 31 tháng 1, 2006 | -       |
| 11 people made it to Hollywood. Semifinalists shown: Taylor Hicks và Patrick Hall. Bobie May, the 'psychic' who predicted she was going to be in the Tốp 10 of the previous season, returned in this episode. |                                           |                  |         |
| 6 | "Thử giọng tại Austin, Texas"             | 01 tháng 2, 2006 | -       |
| 12 people made it to Hollywood. Some of the rejected Thử giọng included Alison Schoening, Tessa Mae Reid, Cierra Johnson. One contestant sings the "Jigglypuff" song from Pokemon và is rejected. Semifinalists shown: Will Makar. |                                           |                  |         |
| 7 | "Thử giọng tại Boston, Massachusetts"     | 07 tháng 2, 2006 | -       |
| 28 people made it to Hollywood. Semifinalists shown: Ayla Brown, Becky O'Donohue, Kevin Covais và Elliott Yamin. |                                           |                  |         |
| 8 | "Hollywood Vòng 1"                        | 08 tháng 2, 2006 | -       |
| 99 people make it to the next round. Ten songs were heard: "Hopelessly Devoted To You" (Olivia Newton-John); "If" (Bread); "If I Ever Fall In Love" (Shai); "The First Cut Is The Deepest" (Sheryl Crow), performed by Chris Daughtry và Ace Young; "Can't Fight The Moonlight" (LeAnn Rimes); "I Believe In You And Me" (Whitney Houston); "I'll Never Love This Way Again" (Dionne Warrick); "Bless the Broken Road" (Rascal Flatts); "Dim All The Lights" (Donna Summer); và "Bat Out Of Hell" (Meat Loaf). |                                           |                  |         |
| 9 | "Hollywood Vòng 2"                        | 14 tháng 2, 2006 | -       |
| 44 people made it to the next round. Derrell Brittenum had quit the competition for both he và his brother, Terrell, because he had thought Terrell had been eliminated. After Terrell told Derrell that he was not eliminated, Derrell went back và apologized to the judges, asking to let them back in. The judges said the both of them could, và not everybody was happy. Brenna Gethers does not get along with her group members Marcy Smith và Nick Whitten. Elliott Yamin is shown, along with group member Josè "Sway" Penala. |                                           |                  |         |
| 10 | "24 gương mặt bán kết"                    | 15 tháng 2, 2006 | -       |
| The Brittenum twins are disqualified due to criminal charges. The Tốp 24 semifinalists were: Ayla Brown, Becky O'Donohue, Ace Young, Bobby Bennett, Brenna Gethers, Heather Cox, Bucky Covington, Chris Daughtry, Katharine McPhee, Kellie Pickler, David Radford, Elliott Yamin, Kinnik Sky, Lisa Tucker, Gedeon McKinney, Josè "Sway" Penala, Mandisa, Melissa McGhee, Kevin Covais, Patrick Hall, Paris Bennett, Stephanie "Stevie" Scott, Taylor Hicks, và Will Makar. Simon apologizes to Mandisa. |                                           |                  |         |
| 11 | "Tốp 12 nữ trình diễn"                    | 21 tháng 2, 2006 | -       |
| The Tốp twelve women perform their own choice of songs. |                                           |                  |         |
| 12 | "Tốp 12 nam trình diễn"                   | 22 tháng 2, 2006 | -       |
| The Tốp twelve men perform their own choice of songs. |                                           |                  |         |
| 13 | "Công bố kết quả Tốp 24"                  | 23 tháng 2, 2006 | -       |
| Four semi-finalists are eliminated: Becky O'Donohue, Bobby Bennett, Stevie Scott, và Patrick Hall. |                                           |                  |         |
| 14 | "Tốp 10 nữ trình diễn"                    | 28 tháng 2, 2006 | -       |
| The Tốp ten women perform their own choice of songs. |                                           |                  |         |
| 15 | "Tốp 10 nam trình diễn"                   | 01 tháng 3, 2006 | -       |
| The Tốp ten men perform their own choice of songs. |                                           |                  |         |
| 16 | "16 gương mặt bán kết"                    | 02 tháng 3, 2006 | -       |
| Carrie Underwood, guest performer, sings "Jesus, Take the Wheel." Four people go home: Brenna Gethers, Heather Cox, David Radford, và Josè "Sway" Penala. |                                           |                  |         |
| 17 | "Tốp 8 nữ trình diễn"                     | 07 tháng 3, 2006 | -       |
| The Tốp eight women perform their own choice of songs. |                                           |                  |         |
| 18 | "Tốp 8 nam trình diễn"                    | 08 tháng 3, 2006 | -       |
| The Tốp eight men perform their own choice of songs. |                                           |                  |         |
| 19 | "12 gương mặt chung cuộc"                 | 09 tháng 3, 2006 | -       |
| Guest performer Bo Bice sings "The Real Thing." Derrell và Terrell Brittenum are spotted in the audience. The Tốp twelve finalists are revealed, as Kinnik Sky, Will Makar, Ayla Brown, và Gedeon McKinney are eliminated. |                                           |                  |         |
| 20 | "Stevie Wonder"                           | 14 tháng 3, 2006 | -       |
| Tốp 12 trình diễn các ca khúc của Stevie Wonder. |                                           |                  |         |
| 21 | "Công bố kết quả Tốp 12"                  | 15 tháng 3, 2006 | -       |
| Stevie Wonder performs "My Love Is On Fire." The bottom three are Ace Young, Melissa McGhee, và Lisa Tucker. McGhee is eliminated. |                                           |                  |         |
| 22 | "Những bài hát thập niên 1950"            | 21 tháng 3, 2006 | -       |
| Tốp 11 trình diễn những bài hát nổi tiếng từ thập niên 50. |                                           |                  |         |
| 23 | "Công bố kết quả Tốp 11"                  | 22 tháng 3, 2006 | -       |
| Barry Manilow performs. Bobby Bennett appears in the audience. The bottom three are Kevin Covais, Lisa Tucker, và Bucky Covington. Covais is eliminated. |                                           |                  |         |
| 24 | "Tốp 10 trình diễn"                       | 28 tháng 3, 2006 | -       |
| The Tốp ten finalists perform songs within the past six years. |                                           |                  |         |
| 25 | "Công bố kết quả Tốp 10"                  | 29 tháng 3, 2006 | -       |
| Shakira và Wyclef Jean perform "Hips Don't Lie." The bottom three are Lisa Tucker, Ace Young, và Katharine McPhee. Tucker is eliminated. |                                           |                  |         |
| 26 | "Tốp 9 trình diễn"                        | 04 tháng 4, 2006 | -       |
| The Tốp nine finalists work with Kenny Rogers to perform their own versions of country music songs. |                                           |                  |         |
| 27 | "Công bố kết quả Tốp 9"                   | 05 tháng 4, 2006 | -       |
| Kenny Rogers performs. The remaining finalists are placed into three groups. The first group consists of Ace Young, Katharine McPhee, và Bucky Covington. The second group consists of Mandisa, Elliott Yamin, và Paris Bennett. The third group consists of Taylor Hicks, Chris Daughtry, và Kellie Pickler. It is announced that the middle group is the bottom three, và Mandisa is eliminated. |                                           |                  |         |
| 28 | "Tốp 8 trình diễn"                        | 11 tháng 4, 2006 | -       |
| The Tốp eight finalists work with Brian May và Roger Taylor to perform their own versions of classic Queen songs. |                                           |                  |         |
| 29 | "Công bố kết quả Tốp 8"                   | 12 tháng 4, 2006 | -       |
| The Tốp eight finalists perform a group medley of Queen songs. The finalists watch videos from their families. Will Makar appears in the audience. The bottom three are Elliott Yamin, Ace Young, và Bucky Covington. Covington is eliminated. |                                           |                  |         |
| 30 | "Tốp 7 trình diễn"                        | 18 tháng 4, 2006 | -       |
| The Tốp seven finalists work with Rod Stewart to perform their own versions of classic songs from the Great American Songbook. |                                           |                  |         |
| 31 | "Công bố kết quả Tốp 7"                   | 19 tháng 4, 2006 | -       |
| Rod Stewart performs "The Way You Look Tonight." The remaining finalists except for Taylor Hicks (who is announced to be the highest vote-getter) are split into two groups. The far right group consists of Chris Daughtry, Ace Young, và Paris Bennett. The far left group consists of Elliott Yamin, Katharine McPhee, và Kellie Pickler. Hicks is asked to join the group he thinks is the Tốp three. He starts to walk toward Chris' group but when Ryan Seacrest tells him he's wrong, Hicks immediately shakes hands with Daughtry và goes to the other group instead. It is announced that Daughtry's group is the bottom three, và Ace Young is eliminated. |                                           |                  |         |
| 32 | "Classic Tốp 6 trình diễn"                | 25 tháng 4, 2006 | -       |
| The Tốp six finalists work with Andrea Bocelli và David Foster to perform their own versions of classic love songs. |                                           |                  |         |
| 33 | "Công bố kết quả Tốp 6"                   | 26 tháng 4, 2006 | -       |
| Andrea Bocelli performs. The remaining finalists are split into three groups of two. The far left group consists of Chris Daughtry và Katharine McPhee. The middle group consists of Taylor Hicks và Elliott Yamin. The far right group consists of Paris Bennett và Kellie Pickler. It is announced that the far left group are the highest vote-getters, the middle group somewhere in between, và the far right group the lowest. Pickler is eliminated. |                                           |                  |         |
| 34 | "Tốp 5 trình diễn"                        | 02 tháng 5, 2006 | -       |
| The Tốp five finalists perform their own versions of two hit songs: one from their year of birth và one from the current Billboard chart. |                                           |                  |         |
| 35 | "Công bố kết quả Tốp 5"                   | 03 tháng 5, 2006 | -       |
| The bottom two are Paris Bennett và Elliott Yamin, và Bennett is eliminated. |                                           |                  |         |
| 36 | "Tốp 4 trình diễn"                        | 09 tháng 5, 2006 | -       |
| The Tốp four finalists perform their own versions of classic Elvis Presley songs (two each). |                                           |                  |         |
| 37 | "Công bố kết quả Tốp 4"                   | 10 tháng 5, 2006 | -       |
| Archived footage is shown of the four finalists touring Graceland. The four finalists perform together. Rebecca Romijn requests for an encore of Taylor Hicks' rendition of "Jailhouse Rock." The bottom two are Chris Daughtry và Katharine McPhee, và Daughtry is eliminated. |                                           |                  |         |
| 38 | "Tốp 3 trình diễn"                        | 16 tháng 5, 2006 | -       |
| The Tốp three finalists perform three songs each: their own choice of a song they have previously performed on the show, a designated judge's choice, và Clive Davis' choice. |                                           |                  |         |
| 39 | "Công bố kết quả Tốp 3"                   | 17 tháng 5, 2006 | -       |
| The Tốp three finalists spend a day in their hometowns (archived footage). They perform a song together live. It is announced that 33.46% và 33.16% of the votes went to the Tốp two finalists, và 33.06% for the lowest vote-getter. Elliott Yamin is announced as the lowest vote-getter và is eliminated. |                                           |                  |         |
| 40 | "Tốp 2 trình diễn"                        | 23 tháng 5, 2006 | -       |
| The Tốp two finalists perform songs they deem as their best of the season, và a debut single from American Idol. |                                           |                  |         |
| 41 | "Lễ đăng quang"                           | 24 tháng 5, 2006 | -       |
| The Tốp twelve finalists return to perform. Guest entertainers also perform. Taylor Hicks is announced as the winner. |                                           |                  |         |

## Mùa 6: 2007
| STT | Tựa đề                                  | Lên sóng         | Ký hiệu   |
| --- | --------------------------------------- | ---------------- | --------- |
| |                                         |                  |           |
| 1 | "Thử giọng tại Minneapolis, Minnesota"  | 16 tháng 1, 2007 | 601 & 602 |
| Giám khảo khách mời: Jewel. 17 thí sinh được vào vòng Hollywood. |                                         |                  |           |
| 2 | "Thử giọng tại Seattle, Washington"     | 17 tháng 1, 2007 | -         |
| 3 | "Thử giọng tại Memphis, Tennessee"      | 23 tháng 1, 2007 | -         |
| 22 thí sinh được bước tiếp vào vòng Hollywood. |                                         |                  |           |
| 4 | "Thử giọng tại thành phố New York"      | 24 tháng 1, 2007 | -         |
| The audition takes place in Continental Airlines Arena in East Rutherford, New Jersey. |                                         |                  |           |
| 5 | "Thử giọng tại Birmingham, Alabama"     | 30 tháng 1, 2007 | -         |
| 20 thí sinh vào vòng Hollywood. |                                         |                  |           |
| 6 | "Thử giọng tại Los Angeles, California" | 31 tháng 1, 2007 | -         |
| Olivia Newton-John được mời làm giám khảo. |                                         |                  |           |
| 7 | "Thử giọng tại San Antonio, Texas"      | 06 tháng 2, 2007 | -         |
| 8 | "Những khoảnh khắc đáng nhớ"            | 07 tháng 2, 2007 | -         |
| Đây là một chương trình tổng hợp về những màn thử giọng ấn tốt nhất và tệ nhất trong bảy thành phố trên. |                                         |                  |           |
| 9 | "Hollywood Vòng 1"                      | 13 tháng 2, 2007 | -         |
| A summary of the events of Hollywood Week at the Orpheum Theatre in Los Angeles, California. |                                         |                  |           |
| 10 | "Hollywood Vòng 2"                      | 14 tháng 2, 2007 | -         |
| The group of 40 is whittled down to 24. The semifinalists were revealed. |                                         |                  |           |
| 11 | "Tốp 12 nam trình diễn"                 | 20 tháng 2, 2007 | -         |
| 12 | "Tốp 12 nữ trình diễn"                  | 21 tháng 2, 2007 | -         |
| 13 | "Công bố kết quả Tốp 24"                | 22 tháng 2, 2007 | -         |
| Fantasia performs "I'm Here" from The Color Purple. Semifinalists Paul Kim, Amy Krebs, Nicole Tranquillo, và Rudy Cardenas are eliminated. |                                         |                  |           |
| 14 | "Tốp 10 nam trình diễn"                 | 27 tháng 2, 2007 | -         |
| 15 | "Tốp 10 nữ trình diễn"                  | 28 tháng 2, 2007 | -         |
| 16 | "Công bố kết quả Tốp 20"                | 01 tháng 3, 2007 | -         |
| Kellie Pickler performs "I Wonder". Semifinalists Nick Pedro, Alaina Alexander, AJ Tabaldo, và Leslie Hunt are eliminated. |                                         |                  |           |
| 17 | "Tốp 8 nam trình diễn"                  | 06 tháng 3, 2007 | -         |
| 18 | "Tốp 8 nữ trình diễn"                   | 07 tháng 3, 2007 | -         |
| 19 | "12 gương mặt chung cuộc"               | 08 tháng 3, 2007 | -         |
| Carrie Underwood performs "Wasted". Semifinalists Jared Cotter, Antonella Barba, Sabrina Sloan, và Sundance Head are eliminated. The Tốp 12 contestants are revealed: Blake Lewis, Chris Richardson, Gina Glocksen, Haley Scarnato, Jordin Sparks, LaKisha Jones, Melinda Doolittle, Phil Stacey, Sanjaya Malakar, Chris Sligh, Stephanie Edwards, và Brandon Rogers. |                                         |                  |           |
| 20 | "Tốp 12 trình diễn"                     | 13 tháng 3, 2007 | -         |
| The Tốp 12 finalists perform songs by Diana Ross. |                                         |                  |           |
| 21 | "Công bố kết quả Tốp 12"                | 14 tháng 3, 2007 | -         |
| Diana Ross sings "More Today Than Yesterday", from her latest album I Love You, và the Tốp 12 performed a medley of three Supremes' hits: "Where Did Our Love Go", "Baby Love" và "STốp! In the Name of Love". Brandon Rogers is eliminated. |                                         |                  |           |
| 22 | "Tốp 11 trình diễn"                     | 20 tháng 3, 2007 | -         |
| The theme for the week is "British Invasion", with guest mentors Peter Noone và Lulu. |                                         |                  |           |
| 23 | "Công bố kết quả Tốp 11"                | 21 tháng 3, 2007 | -         |
| Peter Noone performs "There's a Kind of Hush", và Lulu performs "To Sir, With Love". Stephanie Edwards is eliminated. |                                         |                  |           |
| 24 | "Tốp 10 trình diễn"                     | 27 tháng 3, 2007 | -         |
| The Tốp 10 finalists perform songs by No Doubt và songs by singers who inspired Gwen Stefani. |                                         |                  |           |
| 25 | "Công bố kết quả Tốp 10"                | 28 tháng 3, 2007 | -         |
| Gwen Stefani và Akon perform "The Sweet Escape". Chris Sligh is eliminated. |                                         |                  |           |
| 26 | "Tốp 9 trình diễn"                      | 03 tháng 4, 2007 | -         |
| The Tốp 9 finalists perform American classics with guest mentor Tony Bennett. |                                         |                  |           |
| 27 | "Công bố kết quả Tốp 9"                 | 04 tháng 4, 2007 | -         |
| Tony Bennett is unable to perform due to a case of the flu; Michael Bublé performs Frank Sinatra's "Call Me Irresponsible". Gina Glocksen is eliminated. |                                         |                  |           |
| 28 | "Tốp 8 trình diễn"                      | 10 tháng 4, 2007 | -         |
| The Tốp 8 finalists perform Latin songs. Jennifer Lopez is the guest mentor for the week. |                                         |                  |           |
| 29 | "Công bố kết quả Tốp 8"                 | 11 tháng 4, 2007 | -         |
| The Tốp 8 sing "Bailamos" by Enrique Iglesias, Akon performs "Don't Matter", và Jennifer Lopez performs "Qué Hiciste". Haley Scarnato is eliminated. |                                         |                  |           |
| 30 | "Tốp 7 trình diễn"                      | 17 tháng 4, 2007 | -         |
| The Tốp 7 finalists perform country songs. Martina McBride is the guest mentor for the week. |                                         |                  |           |
| 31 | "Công bố kết quả Tốp 7"                 | 18 tháng 4, 2007 | -         |
| The Tốp 7 sing Jo Dee Messina's "I'm Alright," Fergie (ca sĩ) performs "Big Girls Don't Cry", và Martina McBride performs "Anyway". Sanjaya Malakar is eliminated. |                                         |                  |           |
| 32 | "Tốp 6 trình diễn"                      | 24 tháng 4, 2007 | -         |
| The Tốp 6 finalists perform inspirational songs. Bono is the guest mentor for the week. |                                         |                  |           |
| 33 | "Idol Gives Back"                       | 25 tháng 4, 2007 | -         |
| A charity special to give back to people in poverty in both Africa và the United States (including those affected by Hurricane Katrina). No contestants are eliminated this week. |                                         |                  |           |
| 34 | "Tốp 6 trình diễn Again"                | 01 tháng 5, 2007 | -         |
| The Tốp 6 finalists perform songs by Bon Jovi. |                                         |                  |           |
| 35 | "Công bố kết quả Tốp 6"                 | 02 tháng 5, 2007 | -         |
| Robin Thicke performs "Lost Without U", và Bon Jovi sings "(You Want to) Make a Memory". Two contestants (Phil Stacey và Chris Richardson) are eliminated after eliminating none in last week's "Idol Gives Back" special. |                                         |                  |           |
| 36 | "Tốp 4 trình diễn"                      | 08 tháng 5, 2007 | -         |
| The remaining four finalists perform songs by the Bee Gees. |                                         |                  |           |
| 37 | "Công bố kết quả Tốp 4"                 | 09 tháng 5, 2007 | -         |
| Pink performs "Who Knew", the Tốp 4 sing a medley of Barry Gibb penned songs, và Barry Gibb performs " To Love Somebody (bài hát)". LaKisha Jones is eliminated. |                                         |                  |           |
| 38 | "Tốp 3 trình diễn"                      | 15 tháng 5, 2007 | -         |
| Each of the remaining three contestants perform a song of the judges' choice, producers' choice, và contestant's choice. |                                         |                  |           |
| 39 | "Công bố kết quả Tốp 3"                 | 16 tháng 5, 2007 | -         |
| Elliott Yamin sings "Wait for You", và Maroon 5 performs "Makes Me Wonder". Melinda Doolittle is eliminated. |                                         |                  |           |
| 40 | "Tốp 2 trình diễn"                      | 22 tháng 5, 2007 | -         |
| Jordin Sparks và Blake Lewis each sing a song of their choice, a song they previously sung, và the winning song of the American Idol Songwriter Contest và Daughtry performed Home. |                                         |                  |           |
| 41 | "Lễ đăng quang"                         | 23 tháng 5, 2007 | -         |
| Jordin Sparks được xướng danh người chiến thắng của mùa thi thứ sáu. |                                         |                  |           |

## Mùa 7: 2008
| STT | Tựa đề                                            | Lên sóng         | Ký hiệu     |
| --- | ------------------------------------------------- | ---------------- | ----------- |
| |                                                   |                  |             |
| 1 | "Thử giọng tại Philadelphia, Pennsylvania"        | 15 tháng 1, 2008 | 701 & 702   |
| 29 thí sinh bước vào vòng Hollywood trong buổi thử giọng tại Philadelphia. Thí sinh bán kết: Kristy Lee Cook và Brooke White. |                                                   |                  |             |
| 2 | "Thử giọng tại Dallas, Texas"                     | 16 tháng 1, 2008 | 703 & 704   |
| 24 thí sinh bước vào vòng Hollywood trong buổi thử giọng tại Dallas. Thí sinh bán kết: Alaina Whitaker, Kady Malloy, Jason Castro, Amy Davis, và Jason Yeager. |                                                   |                  |             |
| 3 | "Thử giọng tại San Diego, California"             | 22 tháng 1, 2008 | 705         |
| 31 thí sinh vào vòng kế trong buổi thử giọng tại San Diego. Thí sinh bán kết: Michael Johns, David Archuleta và Carly Smithson. |                                                   |                  |             |
| 4 | "Thử giọng tại Charleston, Nam Carolina"          | 23 tháng 1, 2008 | 706         |
| 23 thí sinh bước vào vòng Hollywood đến từ Charleston. Thí sinh bán kết: Không có |                                                   |                  |             |
| 5 | "Thử giọng tại Omaha, Nebraska"                   | 29 tháng 1, 2008 | 707         |
| 19 thí sinh bước tiếp vào vòng Hollywood tại buổi thử giọng tại Omaha. Thí sinh bán kết: David Cook, Luke Menard. |                                                   |                  |             |
| 6 | "Thử giọng tại Miami, Florida"                    | 30 tháng 1, 2008 | 708         |
| 17 thí sinh bước tiếp vào vòng Hollywood tại buổi thử giọng tại Miami. Thí sinh bán kết: Robbie Carrico, Ramiele Malubay và Syesha Mercado. |                                                   |                  |             |
| 7 | "Thử giọng tại Atlanta, Georgia"                  | 05 tháng 2, 2008 | 709         |
| 19 thí sinh bước tiếp vào vòng Hollywood tại buổi thử giọng tại Atlanta. Thí sinh bán kết: Asia'h Epperson, Alexandréa Lushington và Amanda Overmyer. |                                                   |                  |             |
| 8 | "Những khoảnh khắc đáng nhớ trong vòng thử giọng" | 06 tháng 2, 2008 | 710         |
| Những thước phim về màn thử giọng hay nhất và tệ nhất chưa từng được công bố được phát sóng. Thí sinh bán kết: Joanne Borgella (Philadelphia), Amy Davis (Dallas), Chikezie (San Diego) và Danny Noriega (San Diego).                                                                                                 |                                                   |                  |             |
| 9 | "Vòng Hollywood"                                  | 12 tháng 2, 2008 | 711 & 712   |
| After a series of intense Thử giọng, the contestant pool is narrowed from 164 to 50. |                                                   |                  |             |
| 10 | "Tốp 24"                                          | 13 tháng 2, 2008 | 713         |
| Công bố danh sách thí sinh vào vòng bán kết. |                                                   |                  |             |
| 11 | "Tốp 12 nam trình diễn"                           | 19 tháng 2, 2008 | 714 & 715   |
| Chủ đề: Âm nhạc thập niên 1960 |                                                   |                  |             |
| 12 | "Tốp 12 nữ trình diễn"                            | 20 tháng 2, 2008 | 716 & 717   |
| Chủ đề: Âm nhạc thập niên 1960 |                                                   |                  |             |
| 13 | "Công bố kết quả Tốp 24"                          | 21 tháng 2, 2008 | 714A - 717A |
| Bị loại: Garrett Haley, Amy Davis, Joanne Borgella, & Colton Berry. |                                                   |                  |             |
| 14 | "Tốp 10 nam trình diễn"                           | 26 tháng 2, 2008 | 718         |
| Chủ đề: Âm nhạc thập niên 1970 |                                                   |                  |             |
| 15 | "Tốp 10 nữ trình diễn"                            | 27 tháng 2, 2008 | 719         |
| Chủ đề: Âm nhạc thập niên 1970 |                                                   |                  |             |
| 16 | "Công bố kết quả Tốp 20"                          | 28 tháng 2, 2008 | 718A - 719A |
| Bị loại: Jason Yeager, Alexandréa Lushington, Alaina Whitaker, & Robbie Carrico. |                                                   |                  |             |
| 17 | "Tốp 8 nam trình diễn"                            | 04 tháng 3, 2008 | 720         |
| Chủ đề: Âm nhạc thập niên 1980 |                                                   |                  |             |
| 18 | "Tốp 8 nữ trình diễn"                             | 05 tháng 3, 2008 | 721         |
| Chủ đề: Âm nhạc thập niên 1980 |                                                   |                  |             |
| 19 | "12 gương mặt chung cuộc"                         | 06 tháng 3, 2008 | 720A - 721A |
| Blake Lewis trình diễn bài hát "How Many Words". Bị loại: Kady Malloy, Luke Menard, Asia'h Epperson, & Danny Noriega. Tốp 12: David Archuleta, Jason Castro, David Cook, Chikezie, David Hernandez, Michael Johns, Kristy Lee Cook, Ramiele Malubay, Syesha Mercado, Amanda Overmyer, Carly Smithson và Brooke White. |                                                   |                  |             |
| 20 | "Tốp 12 trình diễn"                               | 11 tháng 3, 2008 | 722 & 723   |
| Chủ đề: Tuyển tập Lennon-McCartney |                                                   |                  |             |
| 21 | "Công bố kết quả Tốp 12"                          | 12 tháng 3, 2008 | 722A - 723A |
| Katharine McPhee trình bày bài hát "Something" cùng David Foster on the piano. Bị loại: David Hernandez. |                                                   |                  |             |
| 22 | "Tốp 11 trình diễn"                               | 18 tháng 3, 2008 | 724 & 725   |
| Chủ đề: The Beatles |                                                   |                  |             |
| 23 | "Công bố kết quả Tốp 11"                          | 19 tháng 3, 2008 | 724A - 725A |
| Kellie Pickler biểu diễn "Red High Heels". Bị loại: Amanda Overmyer. |                                                   |                  |             |
| 24 | "Tốp 10 trình diễn"                               | 25 tháng 3, 2008 | 726         |
| Chủ đề: Những ca khúc cùng năm sinh |                                                   |                  |             |
| 25 | "Công bố kết quả Tốp 10"                          | 26 tháng 3, 2008 | 726A        |
| Kimberley Locke trình bày bài "Fall". Bị loại: Chikezie. |                                                   |                  |             |
| 26 | "Tốp 9 trình diễn"                                | 01 tháng 4, 2008 | 727         |
| Chủ đề: Những bài hát của Dolly Parton |                                                   |                  |             |
| 27 | "Công bố kết quả Tốp 9"                           | 02 tháng 4, 2008 | 727A        |
| Dolly Parton trình diễn bài "Jesus & Gravity" và The Clark Brothers trình diễn "This Little Light of Mine". Bị loại: Ramiele Malubay. |                                                   |                  |             |
| 28 | "Tốp 8 trình diễn"                                | 08 tháng 4, 2008 | 728         |
| Chủ đề: Những bài hát ấn tượng |                                                   |                  |             |
| 29 | "Idol Gives Back"                                 | 09 tháng 4, 2008 | 728A        |
| Sự kiện âm nhạc được tổ chức nhằm gây quỹ và phát động mọi người quan tâm đến những hoàn cảnh khó khăn ở Mỹ và quốc tế. |                                                   |                  |             |
| 30 | "Công bố kết quả Tốp 8"                           | 10 tháng 4, 2008 | 728B        |
| Jordin Sparks và Chris Brown hát bài "No Air". Bị loại: Michael Johns. |                                                   |                  |             |
| 31 | "Tốp 7 trình diễn"                                | 15 tháng 4, 2008 | 729         |
| Chủ đề: Những bài hát của Mariah Carey |                                                   |                  |             |
| 32 | "Công bố kết quả Tốp 7"                           | 16 tháng 4, 2008 | 729A        |
| Mariah Carey trình bày bài "Bye Bye" và Elliott Yamin hát bài "Free". Bị loại: Kristy Lee Cook. |                                                   |                  |             |
| 33 | "Tốp 6 trình diễn"                                | 22 tháng 4, 2008 | 730         |
| Chủ đề: Những bài hát của Andrew Lloyd Webber |                                                   |                  |             |
| 34 | "Công bố kết quả Tốp 6"                           | 23 tháng 4, 2008 | 730A        |
| Leona Lewis trình bày "Bleeding Love". Bị loại: Carly Smithson. |                                                   |                  |             |
| 35 | "Tốp 5 trình diễn"                                | 29 tháng 4, 2008 | 731         |
| Chủ đề: Những bài hát của Neil Diamond |                                                   |                  |             |
| 36 | "Công bố kết quả Tốp 5"                           | 30 tháng 4, 2008 | 731A        |
| Natasha Bedingfield trình bày "Pocketful of Sunshine" và Neil Diamond trình bày "Pretty Amazing Grace". Bị loại: Brooke White. |                                                   |                  |             |
| 37 | "Tốp 4 trình diễn"                                | 06 tháng 5, 2008 | 732         |
| Chủ đề: Rock and Roll Hall of Fame |                                                   |                  |             |
| 38 | "Công bố kết quả Tốp 4"                           | 07 tháng 5, 2008 | 732A        |
| Maroon 5 trình diễn "If I Never See Your Face Again" và Bo Bice trình diễn "Witness". Bị loại: Jason Castro. |                                                   |                  |             |
| 39 | "Tốp 3 trình diễn"                                | 13 tháng 5, 2008 | 733         |
| Chủ đề: Những bài hát thử thách |                                                   |                  |             |
| 40 | "Công bố kết quả Tốp 3"                           | 14 tháng 5, 2008 | 733A        |
| Fantasia Barrino trình diễn "Bore Me (Yawn)". Bị loại: Syesha Mercado. |                                                   |                  |             |
| 41 | "Tốp 2 trình diễn"                                | 20 tháng 5, 2008 | 734         |
| Chủ đề: Thử thách của Clive Davis, nhạc sĩ chiến thắng cuộc thi sáng tác nhạc, và thí sinh khác Ruben Studdard trình bày "Celebrate Me Home". |                                                   |                  |             |
| 42 | "Lễ đăng quang"                                   | 21 tháng 5, 2008 | 735 & 736   |
| David Cook trở thành người chiến thắng của mùa thi thứ bảy. |                                                   |                  |             |

## Mùa 8: 2009
| STT | Tựa đề                                                                | Lên sóng         | Ký hiệu     |
| --- | --------------------------------------------------------------------- | ---------------- | ----------- |
| |                                                                       |                  |             |
| 1 | "Thử giọng tại Phoenix, Arizona"                                      | 13 tháng 1, 2009 | 801 & 802   |
| 27 thí sinh vào vòng Hollywood đến từ Phoenix. Thí sinh bán kết: Arianna Afsar, Michael Sarver, Stevie Wright, Alexander Wagner-Trugman, Mishavonna Henson và Scott MacIntyre.                             |                                                                       |                  |             |
| 2 | "Thử giọng tại thành phố Kansas, Missouri"                            | 14 tháng 1, 2009 | 803 & 804   |
| 27 thí sinh vào vòng Hollywood đến từ thành phố Kansas. Thí sinh bán kết: Matt Breitzke, Von Smith, Casey Carlson, Danny Gokey, Anoop Desai và Lil Rounds.                                                 |                                                                       |                  |             |
| 3 | "Thử giọng tại San Francisco, California"                             | 20 tháng 1, 2009 | 805         |
| 12 thí sinh vào vòng Hollywood đến từ San Francisco. Thí sinh bán kết: Tatiana Nicole Del Toro, Adam Lambert, Allison Iraheta và Kai Kalama.                                                               |                                                                       |                  |             |
| 4 | "Thử giọng tại Louisville, Kentucky"                                  | 21 tháng 1, 2009 | 806         |
| 19 thí sinh vào vòng Hollywood đến từ Louisville. Thí sinh bán kết: Brent Keith, Matt Giraud, Alexis Grace, Kris Allen và Felicia Barton.                                                                  |                                                                       |                  |             |
| 5 | "Thử giọng tại Jacksonville, Florida"                                 | 27 tháng 1, 2009 | 807         |
| 16 thí sinh vào vòng Hollywood đến từ Jacksonville. Thí sinh bán kết: Jasmine Murray và Ann Marie Boskovich.                                                                                               |                                                                       |                  |             |
| 6 | "Thử giọng tại thành phố Salt Lake, Utah"                             | 28 tháng 1, 2009 | 808         |
| 13 thí sinh vào vòng Hollywood đến từ Salt Lake City. Thí sinh bán kết: Megan Joy và Taylor Vaifanua. |                                                                       |                  |             |
| 7 | "Thử giọng tại thành phố New York, New York và San Juan, Puerto Rico" | 29 tháng 1, 2009 | 809         |
| 26 thí sinh vào vòng Hollywood đến từ New York và 9 đến từ San Juan. Thí sinh bán kết: (New York): Jackie Tohn và Nick Mitchell. Thí sinh bán kết: (San Juan): Jorge Núñez và Kendall Beard.               |                                                                       |                  |             |
| 8 | "Hollywood Vòng 1"                                                    | 03 tháng 2, 2009 | 810         |
| Sau vòng thử giọng cá nhân, các thí sinh bị loại dần từ 147 còn 107. |                                                                       |                  |             |
| 9 | "Hollywood Vòng 2"                                                    | 04 tháng 2, 2009 | 811         |
| Bị loại từ 107 còn 72 |                                                                       |                  |             |
| 10 | "Hollywood Vòng 3"                                                    | 10 tháng 2, 2009 | 812         |
| Vòng thử giọng cá nhân cuối cùng chỉ để chọn 54 thí sinh. |                                                                       |                  |             |
| 11 | "Hollywood Vòng 4: Chọn Tốp 36"                                       | 11 tháng 2, 2009 | 813 & 814   |
| Danh sách Tốp 36 được công bố. |                                                                       |                  |             |
| 12 | "Bán kết 1"                                                           | 17 tháng 2, 2009 | 815 & 816   |
| Chủ đề vòng bán kết: Billboard Hot 100 Hits |                                                                       |                  |             |
| 13 | "Công bố kết quả bán kết 1"                                           | 18 tháng 2, 2009 | 815A - 816A |
| Michael Johns và Carly Smithson trình bày "The Letter". Danny Gokey, Alexis Grace và Michael Sarver bước vào Tốp 13.                                                                                       |                                                                       |                  |             |
| 14 | "Bán kết 2"                                                           | 25 tháng 2, 2009 | 817 & 818   |
| Chủ đề vòng bán kết: Billboard Hot 100 Hits |                                                                       |                  |             |
| 15 | "Công bố kết quả bán kết 2"                                           | 26 tháng 2, 2009 | 817A - 818A |
| Brooke White trình bày "Hold Up My Heart". Allison Iraheta, Kris Allen và Adam Lambert lọt vào Tốp 13. |                                                                       |                  |             |
| 16 | "Bán kết 3"                                                           | 03 tháng 3, 2009 | 819 & 820   |
| Chủ đề vòng bán kết: Billboard Hot 100 Hits |                                                                       |                  |             |
| 17 | "Công bố kết quả bán kết 3"                                           | 04 tháng 3, 2009 | 819A - 820A |
| Lil Rounds, Scott MacIntyre và Jorge Núñez lọt vào Tốp 13. Công bố danh sách 8 thí sinh vào vòng Wild Card.                                                                                                |                                                                       |                  |             |
| 18 | "Vòng Wild Card"                                                      | 05 tháng 3, 2009 | 819B - 820B |
| Các thí sinh vòng Wild Card tranh tài để giành 4 tấm vé vớt. Jasmine Murray, Megan Joy, Matt Giraud và Anoop Desai được vào Tốp 13.                                                                        |                                                                       |                  |             |
| 19 | "Tốp 13 trình diễn"                                                   | 10 tháng 3, 2009 | 821 & 822   |
| Chủ đề: Những bài hát của Michael Jackson |                                                                       |                  |             |
| 20 | "Công bố kết quả Tốp 13"                                              | 11 tháng 3, 2009 | 821A - 822A |
| Kanye West trình diễn "Heartless" và Kelly Clarkson hát bài "My Life Would Suck Without You". Bị loại: Jasmine Murray và Jorge Núñez.                                                                      |                                                                       |                  |             |
| 21 | "Tốp 11 trình diễn"                                                   | 17 tháng 3, 2009 | 823 & 824   |
| Chủ đề: Grand Ole Opry Hướng dẫn: Randy Travis |                                                                       |                  |             |
| 22 | "Công bố kết quả Tốp 11"                                              | 18 tháng 3, 2009 | 823A - 824A |
| Brad Paisley biểu diễn "Then" và Carrie Underwood, Randy Travis trình bày bài "I Told You So". Bị loại: Alexis Grace.                                                                                      |                                                                       |                  |             |
| 23 | "Tốp 10 trình diễn"                                                   | 25 tháng 3, 2009 | 825 & 826   |
| Chủ đề: Kỷ niệm 50 thành lập Motown Hướng dẫn: Smokey Robinson |                                                                       |                  |             |
| 24 | "Công bố kết quả Tốp 10"                                              | 26 tháng 3, 2009 | 825A - 826A |
| Ruben Studdard trình bày "Together", Joss Stone và Smokey Robinson trình diễn "You’re the One for Me" và Stevie Wonder hát bài của Motown Medley. Bị loại: Michael Sarver.                                 |                                                                       |                  |             |
| 25 | "Tốp 9 trình diễn"                                                    | 31 tháng 3, 2009 | 827         |
| Chủ đề: Những bài hát được tải nhiều nhất từ iTunes |                                                                       |                  |             |
| 26 | "Công bố kết quả Tốp 9"                                               | 01 tháng 4, 2009 | 827A        |
| David Cook trình bày bài "Come Back to Me" và Lady Gaga hát bài "Poker Face". Bị loại: Megan Joy. |                                                                       |                  |             |
| 27 | "Tốp 8 trình diễn"                                                    | 07 tháng 4, 2009 | 828         |
| Chủ đề: Những bài hát cùng năm sinh |                                                                       |                  |             |
| 28 | "Công bố kết quả Tốp 8"                                               | 08 tháng 4, 2009 | 828A        |
| Frankie Avalon trình bày "Venus", Flo Rida trình bày "Right Round" và Kellie Pickler hát bài "Best Days of Your Life". Bị loại: Scott MacIntyre.                                                           |                                                                       |                  |             |
| 29 | "Tốp 7 trình diễn"                                                    | 14 tháng 4, 2009 | 829         |
| Chủ đề: Bài hát nhạc phim Hướng dẫn: Quentin Tarantino |                                                                       |                  |             |
| 30 | "Công bố kết quả Tốp 7"                                               | 15 tháng 4, 2009 | 829A        |
| Miley Cyrus trình bày "The Climb" và Jennifer Hudson trình bày "If This Isn't Love". Giám khảo dùng quyền cứu trợ Matt Giraud.                                                                             |                                                                       |                  |             |
| 31 | "Tốp 7 trình diễn lần 2"                                              | 21 tháng 4, 2009 | 830         |
| Chủ đề: Nhạc Disco |                                                                       |                  |             |
| 32 | "Công bố kết quả Tốp 7"                                               | 22 tháng 4, 2009 | 830A        |
| David Archuleta hát bài "Touch My Hand" và Freda Payne, Thelma Houston và KC hát bài a Medley of "Band of Gold", "Don't Leave Me This Way" và "Get Down Tonight". Bị loại: Lil Rounds và Anoop Desai.      |                                                                       |                  |             |
| 33 | "Tốp 5 trình diễn"                                                    | 28 tháng 4, 2009 | 831         |
| Chủ đề: Rat Pack Standards Hướng dẫn: Jamie Foxx |                                                                       |                  |             |
| 34 | "Công bố kết quả Tốp 5"                                               | 29 tháng 4, 2009 | 831A        |
| Natalie Cole trình diễn "Something's Gotta Give", Taylor Hicks hát bài "Seven Mile Breakdown" và Jamie Foxx trình diễn "Blame It". Bị loại: Matt Giraud.                                                   |                                                                       |                  |             |
| 35 | "Tốp 4 trình diễn"                                                    | 05 tháng 5, 2009 | 832         |
| Chủ đề: Nhạc Rock Hướng dẫn: Slash |                                                                       |                  |             |
| 36 | "Công bố kết quả Tốp 4"                                               | 06 tháng 5, 2009 | 832A        |
| Daughtry trình bày "No Surprise", No Doubt trình bày "Just a Girl" & Paula Abdul thể hiện bài "I'm Just Here for the Music" Bị loại: Allison Iraheta                                                       |                                                                       |                  |             |
| 37 | "Tốp 3 trình diễn"                                                    | 12 tháng 5, 2009 | 833         |
| Chủ đề: Những bài hát thử thách |                                                                       |                  |             |
| 38 | "Công bố kết quả Tốp 3"                                               | 13 tháng 5, 2009 | 833A        |
| Jordin Sparks thể hiện bài hát mới, "Battlefield", Katy Perry hát bài "Waking Up in Vegas", khách mời Alicia Keys và đứa bé châu Phi cùng hát và nhảy; các thí sinh về thăm gia đình. Bị loại: Danny Gokey |                                                                       |                  |             |
| 39 | "Tốp 2 trình diễn"                                                    | 19 tháng 5, 2009 | 834         |
| Chủ đề: Kris Allen & Adam Lambert trình diễn lần cuối, Carrie Underwood hát bài "Home Sweet Home" |                                                                       |                  |             |
| 40 | "Lễ đăng quang"                                                       | 20 tháng 5, 2009 | -834A       |
| Kris Allen là người chiến thắng mới của American Idol 8 |                                                                       |                  |             |